# Anapausis conica
Anapausis conica är en tvåvingeart som beskrevs av Haenni 1984. Anapausis conica ingår i släktet Anapausis och familjen dyngmyggor.
Artens utbredningsområde är Schweiz. Inga underarter finns listade i Catalogue of Life.